# Shenti

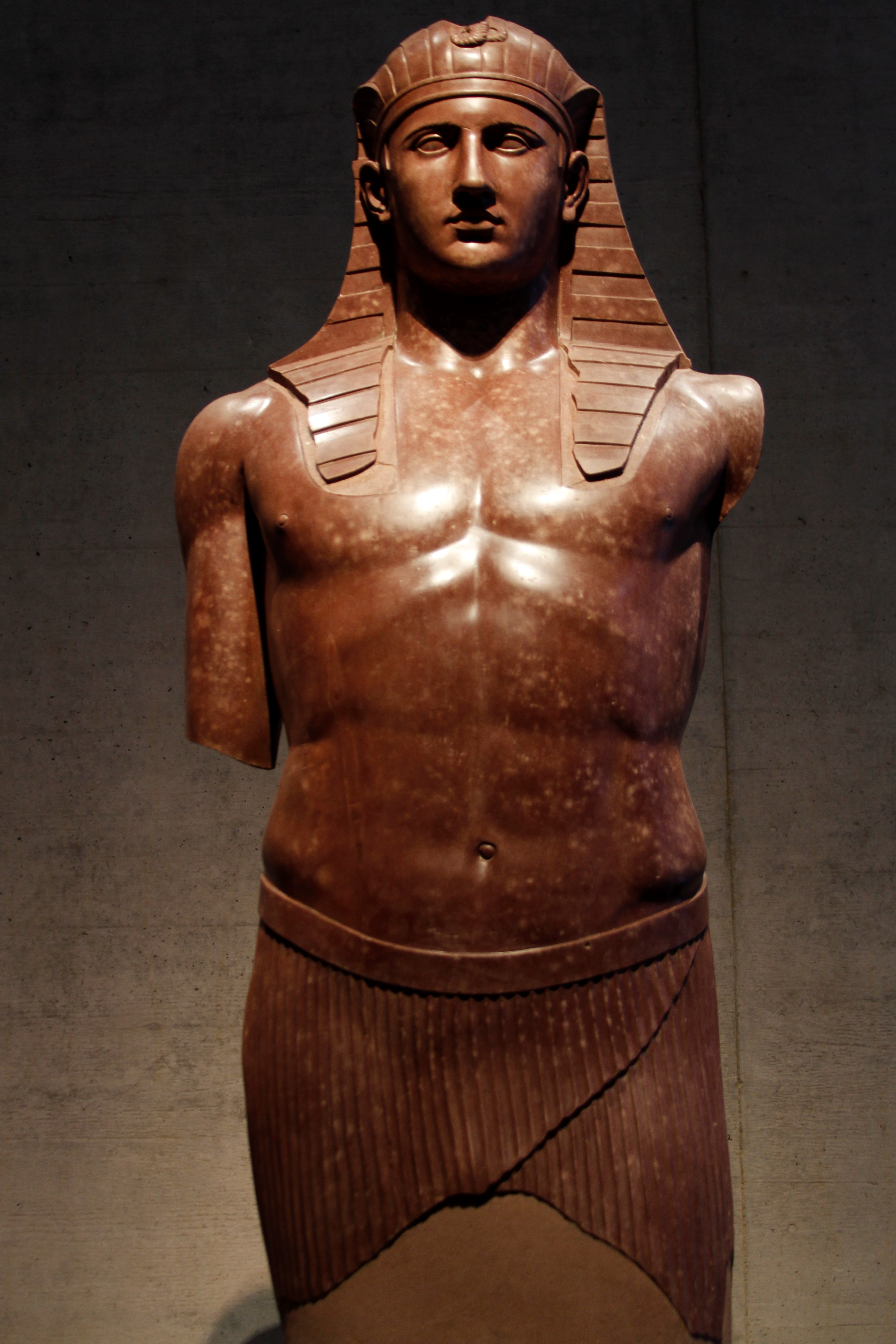
Romà vestint shenti a Egipte - Ägyptisches Museum, Munic, Alemanya

La shenti o schenti era una peça de vestir masculina en forma de faldilla curta, emprada pels antics egipcis, almenys, des de l'Imperi Antic.
Aquest faldellí es componia d'una peça llarga de tela rectangular confeccionada en tela de lli en color blanc o cru, que embolicava la cintura i se subjectava amb un cinyell o faixa, usualment també de tela. N'hi havia variacions; en general, però, la tela s'enrotllava diverses vegades al voltant del ventre, passava entre les cames i es nuava per davant, a l'alçada del maluc per a ajustar-se amb un cenyidor.
Durant l'Imperi Antic i Mitjà d'Egipte es duia per damunt dels genolls, durant l'Imperi Nou (1550 a 1069 abans de la nostra era) la shenti es va allargar i es tornà més sofisticada, amb prisats, i per als personatges d'alt rang apareix una doble shenti amb una mena de davantal triangular, amb prisats, que podia decorar-se amb elements simbòlics, com cobres, i usar color. Com s'aprecia en l'art d'aquesta època, en alguns casos, els hòmens rics duen faldilles o túniques transparents més llargues, sobre la shenti espessa.
S'han trobat infinitat de representacions de shentis en escultures, pintures o jeroglífics egipcis des del començament de l'art dinàstic, i la primera coneguda és en la famosa Paleta de Narmer, que duu el mateix rei. Les shentis, les duien reis, déus, nobles i plebeus. En el cas de la shenti reial, solia portar cinyells on figurava el nom o les insígnies reials, amb un distintiu que el diferenciava: una cua de lleó lligada a la part posterior, símbol de la seua força, com a record d'un antic costum de caçador prehistòric.
Les shentis probablement eren una evolució de les primeres faldilles fetes amb pell d'animals que empraren els primitius habitants d'Egipte, que els permetien la llibertat de moviment per a l'exercici de la caça. Després, altres materials, com ara el lli, hi serien els preferits.
També els soldats de l'exèrcit usaven una versió de shenti, per la llibertat de moviment que els donava aquesta peça durant la batalla.

## Galeria d'imatges

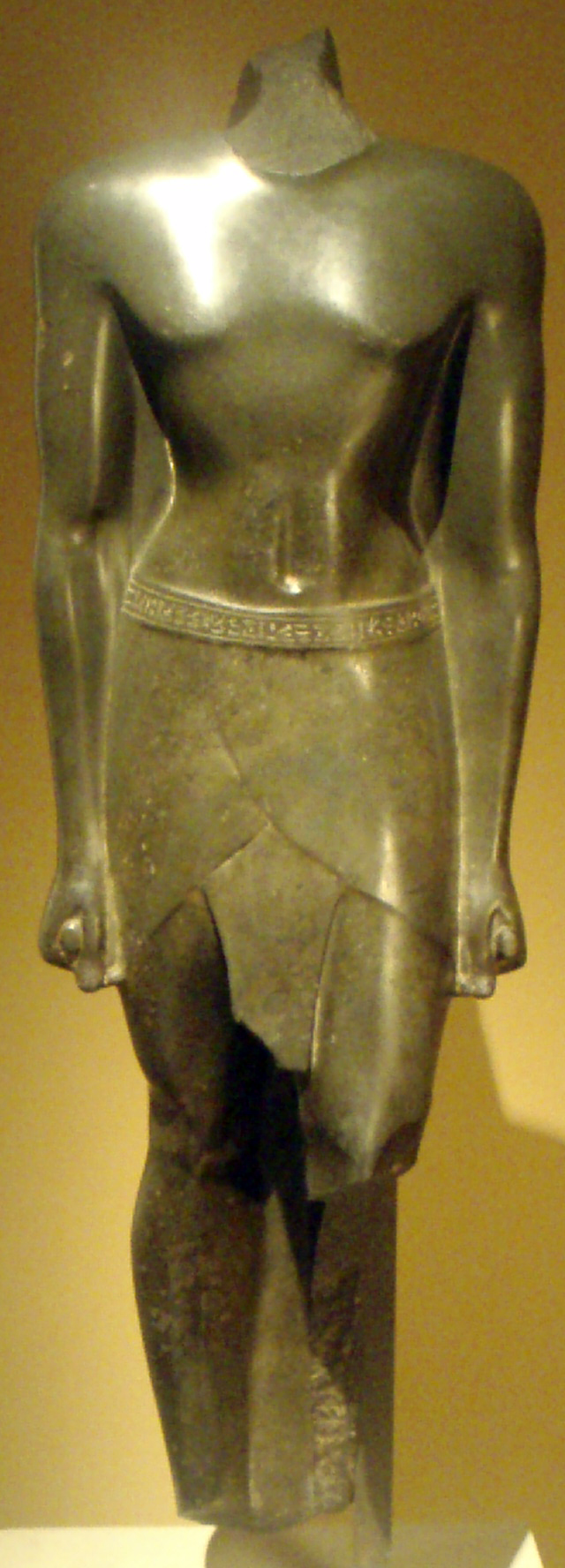
General Tjahapimu de la Dinastia XXX d'Egipte, amb shenti
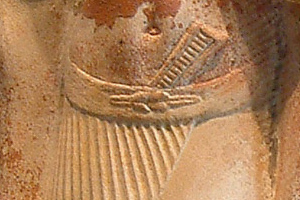
Detall del fermall de la shenti de l'inspector d'escribes Raherka (c. 2350 ae). Museu del Louvre